# یابوونوویتسه
یابوونوویتسه (به لاتین: Jabłonowice) یک روستا در لهستان است که در گمینا خوچوو واقع شده‌است.